# Calamianhjort
Calamianhjort (Axis calamianensis) är en art i familjen hjortdjur. Den lever endemiskt på Calamianöarna, en ögrupp som ligger nordöst om Palawan och som tillhör Filippinerna.
Djurets päls har en brun grundfärg och hannarnas päls blir med tiden mörkare. I motsats till den nära besläktade svinhjorten saknas alltid fläckar. Den korta yviga svansen har en vit undersida. Extremiteterna är jämförelsevis långa och ofta mörkare än övriga kroppen. Horn finns bara hos hannar och slutar maximalt i tre taggar. Dessa hjortdjur når en kroppslängd mellan 105 och 115 centimeter samt en vikt mellan 36 och 50 kilogram. Mankhöjden ligger mellan 60 och 75 centimeter.
Calamianhjort är aktiva på natten och lever i skogar. Under dagen vilar de i tät undervegetation. Födan utgörs huvudsakligen av blad.
Efter dräktigheten som varar i cirka 180 dagar föder honan vanligen ett ungdjur, tvillingar förekommer sällan. Efter ungefär 6 månader sluter honan att ge di och ungdjuret är efter 8 till 12 månader könsmoget.
Artens utbredningsområde är mycket begränsat (bara 1500 km²). Djuret hotas dessutom av jakt, förstöring av levnadsområdet samt införda fiender. Hela populationen uppskattas till 900 individer och IUCN listar arten som starkt hotad (endangered). Den största populationen lever i en vildpark på ön Calauit, mindre flockar finns på öarna Busuanga och Culion.
Några zoologer betraktar calamianhjorten inte som självständig art utan som en population av svinhjorten som infördes till ögruppen av människan. Andra biologer ser djuret som resten av en art med större utbredning som under pleistocen isolerades på ögruppen.